# Caveosoma
Els caveosomes són compartiments cel·lulars rics en colesterol i glicoesfingolípids. El seu component més característic és la caveolina I i el seu pH és neutre.
Aquestes estructures estan relacionades amb l'endocitosi independent de clatrina; un cop les caveoles són a l'interior de la cèl·lula es fusionen amb els caveosomes i des d'allà es distribueix el seu contingut cap a altres compartiments no lisosòmics.

## Transport independent de clatrina per caveoles
Les caveoles, de 50 a 100 nanòmetres, són invaginacions de la membrana plasmàtica de moltes cèl·lules de vertebrats, especialment en les cèl·lules endotelials i els adipòcits. Alguns tipus de cèl·lules, com ara les neurones, no en presenten.
Aquestes estructures en forma d'ampolla són tan riques en proteïnes com en colesterol i esfingolípids i tenen diverses funcions en la transducció de senyals. Estan relacionades amb l'endocitosi, la transcitosi, la potocitosi i la pinocitosi i també es creu que tenen un paper important en l'endocitosi i oncogènesi d'alguns bacteris i virus patògens.
La formació i el manteniment de les caveoles és dut a terme gràcies a la família de proteïnes de les caveolines. Aquestes proteïnes tenen els dos extrems terminals, C i N, al citoplasma i estan units per una seqüència hidròfoba inserida a la membrana.
És precisament la presència de caveolina el que causa el canvi local en la forma de la membrana en aquestes regions on trobem caveoles.
Alguns inhibidors d'aquesta via endocítica són Filipin III, Genistein and Nystatin.
El més important és que a diferència de l'endocitosi depenent de clatrina la interiorització mitjançant caveoles sembla evitar els lisosomes
No totes les cèl·lules tenen caveoles, les cèl·lules on no s'expressa la Caveolina I no poden produir aquest tipus d'invaginacions. No obstant això, aquestes cèl·lules tenen uns dominis equivalents, els anomenats lipid rafts.

## Lipid rafts
Degut a la seva específica composició de lípids i proteïnes les caveoles es poden considerar un tipus especial de lípid raft.
Els lipid raft són microdominis enriquits en colesterol i fosfolípids; és a dir amb els mateixos constituents lipídics que les caveoles però que són plans.

## Funcions
Els caveosomes són en primer lloc centres de “Sorting” és a dir, de distribució de les substàncies que han entrat a la cèl·lula a través del transport per caveoles.
Després de la interiorització de molècules mitjançant caveoles les vesícules formades es fusionen amb els caveosomes i des d'aquests el contingut es distribueix cap a altres compartiments cel·lulars no lisosòmics com ara el reticle endoplasmàtic.
Possiblement el fet d'evitar l'entorn àcid i nociu dels lisosomes és el principal avantatge del transport de drogues a través de les caveoles.
A més a més s'ha demostrat que estan també implicats en processos de reciclatge d'alguns receptors. És el cas del receptor TGFβ.
Aquest receptor el trobem als sots de clatrina però tenint en compte que com totes les altres proteïnes de membrana pateix un moviment de difusió per tot el pla de membrana de manera que també el podem trobar als lípid raft amb caveoles. S'ha vist que quan aquests receptors han de ser degradats entren pels sots de clatrina i van a parar als Early Endosomes d'on seran enviats cap als lisosomes a degradar-se i que, en canvi, quan aquests receptors han de ser reutilitzats entren mitjançant caveoles des d'on es tornen a enviar a la membrana plasmàtica.
A més a més també estan involucrats en el procés de transport d'esfingolípids i proteïnes Gpi.

## Marcadors
El marcador principal i més utilitzat és el virus SV4, ja que els caveosomes són intermediaris en el transport d'aquest des de la superfície de la membrana fins al reticle endoplasmàtic.
Hi ha qui també considera les proteïnes Gpi com a marcadores d'aquest compartiment, ja que a vegades queden atrapades a l'interior de les caveoles i arriben fins als caveosomes.

## Early Endosomes
Tot i que són compartiments diferents els caveosomes i els Early endosomes estan directament relacionats.
S'ha trobat presència de la proteïna rab5, característica dels Early Endosomes, en els caveosomes fet que demostra l'existència d'una via d'intercanvi de contingut entre aquests compartiments.